# Světový pohár v akrobatickém lyžování 1984/1985
VI. Světový pohár v akrobatickém lyžování 1984/85 probíhal v osmi zemích od 11. prosince 1984 do 24. března 1985 pod patronací Mezinárodní lyžařské federace.
Muži:
- Všestrannost:  Alain Laroche
- Balet:  Hermann Reitberger
- Boule:  Philippe Bron
- Skoky:  Lloyd Langlois
- Kombinace:  Alain Laroche

| Datum        | Závod         | Disciplína | Vítěz             | Výsledky |
| ------------ | ------------- | ---------- | ----------------- | -------- |
| 11. prosinec | Tignes        | Balet      | Lane Spina        | Výsledky |
| 12. prosinec | Tignes        | Boule      | Philippe Bron     | Výsledky |
| 13. prosinec | Tignes        | Skoky      | Yves Laroche      | Výsledky |
| 13. prosinec | Tignes        | Kombinace  | Alain Laroche     | Výsledky |
| 11. leden    | Mt. Gabriel   | Boule      | Philippe Bron     | Výsledky |
| 12. leden    | Mt. Gabriel   | Balet      | Chris Simboli     | Výsledky |
| 13. leden    | Mt. Gabriel   | Skoky      | Lloyd Langlois    | Výsledky |
| 13. leden    | Mt. Gabriel   | Kombinace  | Alain Laroche     | Výsledky |
| 18. leden    | Lake Placid   | Boule      | Cooper Schell     | Výsledky |
| 19. leden    | Lake Placid   | Balet      | Lane Spina        | Výsledky |
| 20. leden    | Lake Placid   | Skoky      | Yves Laroche      | Výsledky |
| 20. leden    | Lake Placid   | Kombinace  | Alain Laroche     | Výsledky |
| 21. leden    | Lake Placid   | Skoky      | Lloyd Langlois    | Výsledky |
| 25. leden    | Breckenridge  | Balet      | Eric Sampson      | Výsledky |
| 26. leden    | Breckenridge  | Boule      | Bill Keenan       | Výsledky |
| 27. leden    | Breckenridge  | Skoky      | Lloyd Langlois    | Výsledky |
| 27. leden    | Breckenridge  | Kombinace  | Alain Laroche     | Výsledky |
| 1. únor      | La Sauze      | Balet      | Chris Simboli     | Výsledky |
| 2. únor      | La Sauze      | Skoky      | Jean Marc Bacquin | Výsledky |
| 3. únor      | Pra Loup      | Boule      | Cooper Schell     | Výsledky |
| 3. únor      | Pra Loup      | Kombinace  | Eric Laboureix    | Výsledky |
| 20. únor     | Kranjska Gora | Balet      | Chris Simboli     | Výsledky |
| 21. únor     | Kranjska Gora | Skoky      | Lloyd Langlois    | Výsledky |
| 1. březen    | Oberjoch      | Balet      | Eric Laboureix    | Výsledky |
| 2. březen    | Oberjoch      | Boule      | Eric Laboureix    | Výsledky |
| 3. březen    | Oberjoch      | Skoky      | Lloyd Langlois    | Výsledky |
| 3. březen    | Oberjoch      | Kombinace  | Eric Laboureix    | Výsledky |
| 7. březen    | Mariazell     | Boule      | Cooper Schell     | Výsledky |
| 8. březen    | Mariazell     | Balet      | Eric Laboureix    | Výsledky |
| 12. březen   | Pila          | Boule      | Bernard Brandt    | Výsledky |
| 12. březen   | Pila          | Kombinace  | Alain Laroche     | Výsledky |
| 16. březen   | La Clusaz     | Boule      | Steve Desovich    | Výsledky |
| 17. březen   | La Clusaz     | Balet      | Jacques Dumaine   | Výsledky |
| 22. březen   | Saelen        | Balet      | Rune Kristiansen  | Výsledky |
| 23. březen   | Saelen        | Skoky      | Lloyd Langlois    | Výsledky |
| 24. březen   | Saelen        | Boule      | Steve Desovich    | Výsledky |
| 24. březen   | Saelen        | Kombinace  | Alain Laroche     | Výsledky |

Ženy:
- Všestrannost:  Conny Kissling
- Balet:  Christine Rossi
- Boule:  Mary Jo Tiampo
- Skoky:  Meredith Anne Gardner
- Kombinace:  Conny Kissling

| Datum        | Závod         | Disciplína | Vítěz                 | Výsledky |
| ------------ | ------------- | ---------- | --------------------- | -------- |
| 11. prosinec | Tignes        | Balet      | Christine Rossi       | Výsledky |
| 12. prosinec | Tignes        | Boule      | Catherine Frarier     | Výsledky |
| 13. prosinec | Tignes        | Skoky      | Meredith Anne Gardner | Výsledky |
| 13. prosinec | Tignes        | Kombinace  | Conny Kissling        | Výsledky |
| 11. leden    | Mt. Gabriel   | Boule      | Hayley Wolff          | Výsledky |
| 12. leden    | Mt. Gabriel   | Balet      | Jan Bucher            | Výsledky |
| 13. leden    | Mt. Gabriel   | Skoky      | Conny Kissling        | Výsledky |
| 13. leden    | Mt. Gabriel   | Kombinace  | Conny Kissling        | Výsledky |
| 18. leden    | Lake Placid   | Boule      | Conny Kissling        | Výsledky |
| 19. leden    | Lake Placid   | Balet      | Conny Kissling        | Výsledky |
| 20. leden    | Lake Placid   | Skoky      | Maria Quintana        | Výsledky |
| 20. leden    | Lake Placid   | Kombinace  | Conny Kissling        | Výsledky |
| 21. leden    | Lake Placid   | Skoky      | Meredith Anne Gardner | Výsledky |
| 25. leden    | Breckenridge  | Balet      | Jan Bucher            | Výsledky |
| 26. leden    | Breckenridge  | Boule      | Hayley Wolff          | Výsledky |
| 27. leden    | Breckenridge  | Skoky      | Meredith Anne Gardner | Výsledky |
| 27. leden    | Breckenridge  | Kombinace  | Conny Kissling        | Výsledky |
| 1. únor      | La Sauze      | Balet      | Christine Rossi       | Výsledky |
| 2. únor      | La Sauze      | Skoky      | Meredith Anne Gardner | Výsledky |
| 3. únor      | Pra Loup      | Boule      | Mary Jo Tiampo        | Výsledky |
| 3. únor      | Pra Loup      | Kombinace  | Conny Kissling        | Výsledky |
| 20. únor     | Kranjska Gora | Balet      | Conny Kissling        | Výsledky |
| 21. únor     | Kranjska Gora | Skoky      | Meredith Anne Gardner | Výsledky |
| 1. březen    | Oberjoch      | Balet      | Christine Rossi       | Výsledky |
| 2. březen    | Oberjoch      | Boule      | Mary Jo Tiampo        | Výsledky |
| 3. březen    | Oberjoch      | Skoky      | Meredith Anne Gardner | Výsledky |
| 3. březen    | Oberjoch      | Kombinace  | Conny Kissling        | Výsledky |
| 7. březen    | Mariazell     | Boule      | Mary Jo Tiampo        | Výsledky |
| 8. březen    | Mariazell     | Balet      | Christine Rossi       | Výsledky |
| 12. březen   | Pila          | Boule      | Silvia Marciandi      | Výsledky |
| 12. březen   | Pila          | Kombinace  | Conny Kissling        | Výsledky |
| 16. březen   | La Clusaz     | Boule      | Hayley Wolff          | Výsledky |
| 17. březen   | La Clusaz     | Balet      | Christine Rossi       | Výsledky |
| 18. březen   | La Clusaz     | Skoky      | Meredith Anne Gardner | Výsledky |
| 18. březen   | La Clusaz     | Kombinace  | Silvia Marciandi      | Výsledky |
| 22. březen   | Saelen        | Balet      | Jan Bucher            | Výsledky |
| 23. březen   | Saelen        | Skoky      | Susanna Antonsson     | Výsledky |
| 24. březen   | Saelen        | Boule      | Mary Jo Tiampo        | Výsledky |
| 24. březen   | Saelen        | Kombinace  | Janice Cannon         | Výsledky |